# Manantial, Oaxaca
Manantial är en ort i Mexiko.   Den ligger i kommunen Santa María Huatulco och delstaten Oaxaca, i den sydöstra delen av landet, 500 km sydost om huvudstaden Mexico City. Manantial ligger 247 meter över havet och antalet invånare är 130.
Terrängen runt Manantial är varierad. Runt Manantial är det ganska tätbefolkat, med 60 invånare per kvadratkilometer. Närmaste större samhälle är Santa María Huatulco, 2,6 km söder om Manantial. I omgivningarna runt Manantial växer i huvudsak lövfällande lövskog.